# Nova Bassano
Nova Bassano, amtlich portugiesisch Município de Nova Bassano, ist eine Kleinstadt im Bundesstaat Rio Grande do Sul im Süden Brasiliens. Die Bevölkerung wurde 2021 auf 10.089 Einwohner geschätzt. Ein großer Teil der Bevölkerung spricht Talian.

## Geographie
Die Gemeinde und gleichnamige Stadt liegen 563 Meter über den Meeresspiegel. Sie ist etwa 185 Kilometer nordöstlich von Porto Alegre entfernt. Die angrenzenden Gemeinden sind Guaporé, Serafina Corrêa, Nova Araçá, Nova Prata und Vista Alegre do Prata.
Die Gemeinde erstreckt sich auf einer Fläche von 211,6 Quadratkilometern östlich des Flusses Rio Carreiro.

### Klima
Nova Bassano hat subtropisches humides Klima, nach der Klimaklassifikation von Köppen und Geiger Cfa. Die jährliche Durchschnittstemperatur beträgt ca. 18 °C, und schwankt zwischen 5 °C im Juli und 35 °C im Januar. Die jährliche Niederschlagsmenge beträgt 1650 mm.

## Geschichte
Ende des 19. Jahrhunderts war die Gegend ein Zentrum der italienischen Einwanderung. Die ersten Siedler von Nova Bassano kamen aus Oberitalien um 1891, etwa 30 Familien, die je 10 Hektar Land erhielten. Damals wurde die Besiedlung „Bassano“ genannt. Der Name geht auf die italienische Stadt Bassano del Grappa zurück, die Heimatstadt der meisten Ansiedler. Während Jahrzehnten war Nova Bassano Teil einer größeren Gemeinde, und wurde am 23. Mai 1964 im Zuge einer Gemeindereform gegründet. Dabei entstanden aus der Spaltung der Gemeinde Nova Prata die Gemeinden Nova Bassano, Nova Araça und Paraí.

## Kommunalpolitik
Bei der Kommunalwahl 2020 wurde Ivaldo Dalla Costa von den Progressistas (PP), der das Amt seit 2017 bekleidet, mit 3441 oder 56,47 % der gültigen Stimmen zum Stadtpräfekten für die Amtszeit von 2021 bis 2024 wiedergewählt.
Die ersten Gemeindewahlen fanden am 10. Januar 1965 statt. Seitdem haben die Bassanenser (portugiesisch bassanenses) folgende Bürgermeister (portugiesisch: prefeito municipal) gewählt:
| Mandato   | Prefeito                       | Partido       |
| --------- | ------------------------------ | ------------- |
| 1965–1968 | Felisberto Antônio Dalla Costa | PMDB          |
| 1969–1972 | Innocente Ângelo Biotto        | PDS           |
| 1973–1976 | Elio Luiz José Boscato         | PMDB          |
| 1977–1982 | Tranquillo Zanetti             | PDS           |
| 1983–1988 | Felisberto Antônio Dalla Costa | PMDB          |
| 1993–1996 | Agenor José Luis Cestonaro     | PDT           |
| 2000–2004 | Nelso Antônio Dall'Agnol       | PMDB          |
| 2005–2008 | Nelson José Dall'Igna          | PP            |
| 2009–2012 | Darcilo Luiz Pauletto          | PMDB          |
| 2013–2016 | Darcilo Luiz Pauletto          | wiedergewählt |
| 2017–2020 | Ivaldo Dalla Costa             | PP            |
| 2021–2024 | Ivaldo Dalla Costa             | PP            |

## Demografie

### Bevölkerungsentwicklung
| Jahr | Einwohner | Stadt | Land  |
| --- | --------- | ----- | ----- |
| 1970 | 6.381     | 971   | 5.410 |
| 1980 | 6.269     | 1.551 | 4.718 |
| 1991 | 6.762     | 2.763 | 3.999 |
| 2000 | 7.836     | 3.958 | 3.878 |
| 2010 | 8.840     | 5.514 | 3.326 |
| 2021 | 10.089    | ?     | ?     |
| Hier fehlt eine Grafik, die leider im Moment aus technischen Gründen nicht angezeigt werden kann. Wir arbeiten daran! |           |       |       |

Quelle: IBGE (2011)

## Wirtschaft
Nova Bassano ist durch ihren hohen Index der menschlichen Entwicklung gekennzeichnet (0,747 im Jahre 2010). Die hohe Wirtschaftskraft der Stadt spiegelt sich in der großen Vielfalt der einzelnen Wirtschaftszweige (Land- und Viehwirtschaft, Metallindustrie, Lebensmittelindustrie und Handel) wider. Die Metallwirtschaft ist durch die Ansiedlung wichtiger Großunternehmen in der Stadt von besonderer Bedeutung.

## Sehenswürdigkeiten
Nova Bassano befindet sich in der Region des Gebirges Serra Gaúcha und am Ufer des Flusses Rio Carreiro. Ihre Hauptsehenswürdigkeiten sind:
- die Wasserfälle der Cascata da Boa Fé, ein Schatz der Biodiversität mit über hundert einheimischen Baumarten
- das historische Museum (MPMNB)
- der Dom (Igreja Matriz Sagrado Coração de Jesus) aus dem XIX. Jahrhundert
- die Parkanlage Rodeios
- die Kapelle und das Kreuz auf dem Hügel monte Paréu (monte Caravágio), von dessen Anhöhe sich ein herrlicher Blick auf die gesamte Umgebung bietet
- der Platz Padre Colbachini
- die Weinstraße durch die Serra Gaúcha[13]
- der Balneário do Rio Carreiro

## Verkehrsmittel
- Hauptstraßen: RS-324; BR/RS-470
- Flughäfen: Aeroporto de Caxias do Sul (Campo dos Bugres) (73 km); Aeroporto de Passo Fundo (81 km).

## Religion
Die Mehrzahl der Einwohner gehört der römisch-katholischen Kirche an. Der Stadtpatron ist das Heiligste Herz Jesu.

## Söhne und Töchter der Stadt
- Laurindo Guizzardi (1934–2021), Bischof von Foz do Iguaçu, Verfasser eines Buches über die Geschichte Nova Bassanos
- Pedor Antônio Colbachini, Scalabrini Missionar und Gründer der Stadt